# 神谷隆
神谷隆（かみや たかし）は日本の財務官僚。

## 経歴
一橋大学経済学部卒業。1995年 大蔵省入省（大臣官房調査企画課）。同期に渡邉和紀、高田英樹らがいる。
1997年6月 マンハイム大学へ留学。1999年7月 理財局総務課。2000年7月 理財局資金第一課企画係長。2001年1月6日 財務省理財局財政投融資総括課企画係長。
2010年 理財局国庫課長補佐。2011年 理財局国債企画課長補佐。国債管理政策に携わる。
2016年6月17日 大臣官房付兼内閣府大臣官房総務課秘書室兼石原国務大臣（経済再生担当）兼内閣府特命担当大臣（経済財政政策）秘書官（事務担当）。2017年8月3日 大臣官房文書課広報室長。
2018年7月17日 内閣官房内閣参事官（内閣人事局）兼総務省行政管理局管理官（独法制度総括、特殊法人総括、外務）。2020年7月22日 理財局国債業務課長。2021年7月9日 理財局国債企画課長。
2022年7月1日 内閣官房内閣参事官（内閣官房副長官補付）兼内閣官房国家安全保障局兼内閣官房経済安全保障法制準備室参事官兼内閣府大臣官房経済安全保障法制準備室参事官。2024年7月5日、内閣官房内閣審議官。
2025年7月1日、東北財務局長に就任。不正融資が明らかになり業務改善命令が出されていたいわき信用組合から提出された業務改善計画について、「信用回復に向けた出発点であり、経営改善の進捗や実効性を厳しく検証していく」との方針を示した。

## 年譜
- 1995年4月：大蔵省入省（大臣官房調査企画課）[2]。
- 1997年6月：マンハイム大学へ留学。
- 1999年7月：理財局総務課[2]。
- 2000年7月：理財局資金第一課企画係長[3]。
- 2001年1月6日：財務省理財局財政投融資総括課企画係長。
- 2001年7月：総務省総合通信基盤局課長補佐。
- 2003年：理財局財政投融資総括課長補佐（法規・原資）[8]。
- 2004年7月：金融庁検査局課長補佐。
- 2007年：外務省経済協力開発機構（OECD）日本政府代表部。
- 2010年：理財局国庫課長補佐。
- 2011年：理財局国債企画課長補佐。
- 2012年7月13日：理財局財政投融資総括課長補佐 兼 理財局財政投融資総括課企画調整室長。
- 2012年12月26日：大臣官房付 兼 内閣官房日本経済再生総合事務局参事官補佐。
- 2014年7月9日：大臣官房企画官 兼 主計局給与共済課共済制度改革準備室長。
- 2015年7月3日：大臣官房企画官 兼 大臣官房総合政策課政策調整室長 兼 財務総合政策研究所情報分析調整官。
- 2016年6月17日：大臣官房付 兼 内閣府大臣官房総務課秘書室 兼 石原国務大臣（経済再生担当） 兼 内閣府特命担当大臣（経済財政政策）秘書官（事務担当）。
- 2017年8月3日：大臣官房文書課広報室長。
- 2018年7月17日：内閣官房参事官（内閣人事局） 兼 総務省行政管理局管理官（独法制度総括、特殊法人総括、外務）。
- 2020年7月22日：理財局国債業務課長。
- 2021年7月9日：理財局国債企画課長。
- 2022年7月1日：内閣官房内閣参事官（内閣官房副長官補付） 兼 内閣官房国家安全保障局 兼 内閣官房経済安全保障法制準備室参事官 兼 内閣府大臣官房経済安全保障法制準備室参事官。
- 2024年7月5日：内閣官房内閣審議官[4]
- 2025年7月1日：東北財務局長[5][6]